# Hoikkasaari (ö i Lappland, Tornedalen)
Hoikkasaari är en ö i Finland. Den ligger i vattendraget mellan sjöarna Konttajärvi och Kinturi och i kommunen Pello och landskapet Lappland, i den norra delen av landet, 700 km norr om huvudstaden Helsingfors. Öns area är omkring 830 kvadratmeter och dess största längd är 110 meter i nord-sydlig riktning.